# Evelyn Wever-Croes
Evelyna Christina "Evelyn" Wever-Croes (Leiden, 5 de dezembro de 1966) é uma política arubana e primeira-ministra de Aruba entre novembro de 2017 e março de 2025, tendo sido a primeira mulher a ocupar esse cargo. 
Ela esta filiada ao partido chamado Movimento Eleitoral Popular (MEP) e é a líder da sigla desde 2011.

## Carreira política
Wever-Croes tornou-se membro do parlamento em 29 de outubro de 2009, tendo sido eleito nas eleições do mesmo ano e dois anos depois foi eleita líder do partido chamado Movimento Eleitoral Popular e tornou-se líder parlamentar em 2013.
Nas eleições gerais de 2017, Wever-Croes obteve 9 assentos. Após quase cinco semanas de negociações, ela conseguiu formar um governo de coalizão sob sua liderança com os partidos Pueblo Orguyoso y Respeta [nl] (POR) e a Rede de Democracia Eleitoral (RED), sendo empossada como primeiro-ministra em 17 de novembro de 2017.
Ela foi empossada para o seu segundo mandato em 21 de setembro de 2021, pelo governador-geral Alfonso Boekhoudt.